# Brembo
Brembo är ett italienskt företag som tillverkar bromssystem till bilar, motorcyklar, mopeder etc. Företaget grundades 1961 i Bergamo, Italien och hade 15 653 anställda år 2023.